# Братислав Грбић
 Братислав Грбић (Ђаковица, 11. август 1930 — Београд, 12. јануар 2005) био је глумац, дугогодишњи сниматељ и прослављени играч ансамбла „Лола“ и „Коло“ и кореограф.

## Биографија
Родио се 1930. године у Метохији, где му је отац службовао као официр из Првог светског рата. Као дечак морао да напусти родни град због слома Краљевине Југославије и стварање Велике Албаније упролеће 1941. године. Породица се сели у Прокупље.
После рата током обнове и радних акција среће се са члановима ОКУД „Иво Лола Рибар“ из Београда, а по доласку на студије, 1949. године, постаје његов члан. Две године касније, позван је у професионални ансамбл „Коло“.
Паралелно са играњем у „Колу“, Грбић је био и глумац-аматер. Глуму је уписао у класи Јозе Лауренчића, заједно са Гидром Бојанићем и Слободаном Алигрудићем. На кастингу за филм „Аникина времена“ добио је главну мушку улогу. Критике су биле у суперлативу, па је поред професионалне каријере играча постао и глумац. Уследиле су главне мушке улоге у филмовима „Наши се путови разилазе“ и „Пролећни вихор“. Мање улоге одиграо је и у бројним другим остварењима, а у серији „Вук Караџић“ (1987), где је био ангажован као сниматељ, у недостатку одговарајућег глумца, одиграо је епизодну улогу.
Као играч солиста у ансамблу „Коло“ забележио је значајан успех. У престижном Театру „Шајо“ у Паризу гостовао је са ансамблом 78 пута, а у Швајцарској га је прослављени диригент Леополд Стоковски поздравио изашавши на сцену и понудио му је ангажман у Холивуду, као акционар продукције „Парамаунт пикчерс”. Марго Фонтејн, легенда европског балета, после једног наступа желела је да упозна Бату. Године 1952. у „Колу“ је срео своју животну сапутницу, Живку, са којом је провео 53 године у браку и има сина и ћерку.
Крајем педесетих, почео је да се занима и за фотографију и камеру. Током турнеје по Далеком истоку са „Колом“ снима своју прву репортажу која је емитовани на тек основаној Радио-телевизији Београд. 
Од 1962. постаје професионални сниматељ РТБ-а и ту остаје до 1991. године. Снимајући документарне програме „Фреске Југославије“ и „Време фресака“ обишао је 122 српска манастира. У манастиру Лесново угледао је фреску „Коло“ која га је инспирисала да 1973. оствари сценско-музичко дело оживљавања средњовековних фресака из српских манастира под називом „Фреска Вива“. О томе Братислав Грбић каже: Дубоко у мени постојала је насушна потреба да оживим то културно благо. Добио сам идеју да наснимим фреске и да их на позорници пројектујем. С ансамблом „Иво Лола Рибар“ направио сам идентичну композицију и када сам преломио светло са фреске на њих, људи са фреске су „оживели“. Утисак је заиста био чаробан!
Крајем исте године, програм је изведен педесет пута у САД и Канади, а видело га је око 100.000 гледалаца. Само у Њујорку фреске су оживеле 15 пута у „Медисон сквер гардену“, а Ансамбл је наступио и у Уједињеним нацијама. У представи „Митови Балкана“ оживео је прошлост фигурама из Лепенског вира. Своју креативност и иновативност показао је и у луткарској представи „Разиграно срце“ позоришта „Душко Радовић“ за коју је урадио кореографију.

## Признања
Крајем осамдесетих година добио је Вукову награду за остварење „Фреска Вива“ и најпрестижнију сниматељску награду у земљи, „Милтон Манаки“. Ансамбл „Коло“ доделило му је награду за животно дело 2004. године.

## Филмографија
| Год.            | Назив                                                                                | Улога      |
| --------------- | ------------------------------------------------------------------------------------ | ---------- |
| Камера          |                                                                                      |            |
| 1991.           | Мала шала (телевизијски филм)                                                        |            |
| 1989.           | Недељом од девет до пет (телевизијски филм)                                          |            |
| 1989.           | Балкан експрес 2 (ТВ серија)                                                         |            |
| 1988.           | Роман о Лондону (ТВ мини-серија) (директор фотографије)                              |            |
| 1987.           | Погрешна процена (телевизијски филм)                                                 |            |
| 1987.           | Вук Караџић (ТВ серија)                                                              |            |
| 1984.           | Живот у Хиландару (документарни филм)                                                |            |
| 1983.           | Карађорђева смрт (телевизијски филм) (директор фотографије)                          |            |
| 1983.           | Карловачки доживљај 1889. (телевизијски филм)                                        |            |
| 1981.           | Марков Манастир (документарни филм)                                                  |            |
| 1980.           | Време прилагођавања у саобраћају (кратки филм)                                       |            |
| 1979.           | На минус 17 (кратки филм)                                                            |            |
| 1976.           | Хамлет на Сави (документарни ТВ филм)                                                |            |
| 1974.           | Наши очеви (телевизијски филм)                                                       |            |
| 1974.           | Провод (телевизијски филм)                                                           |            |
| 1974.           | Слободан превод Мизантропа (телевизијски филм)                                       |            |
| 1973.           | Милојева смрт (телевизијски филм)                                                    |            |
| 1972.           | Петак вече (телевизијски филм)                                                       |            |
| 1972.           | Росенбергови не смеју да умру (телевизијски филм)                                    |            |
| 1971.           | Спомен плоча (телевизијски филм)                                                     |            |
| 1971.           | Четрдесет прва (телевизијски филм)                                                   |            |
| 1971.           | Љубавна лирика Десанке Максимовић (телевизијски филм)                                |            |
| 1970.           | Мирина ТВ ступица (ТВ серија)                                                        |            |
| 1969.           | Младићи и девојке 2 (ТВ мини-серија)                                                 |            |
| 1969.           | Трагедија на сплаву (телевизијски филм)                                              |            |
| 1969.           | Јахачи пут мора (кратки телевизијски филм)                                           |            |
| 1968.           | Баксуз (ТВ мини-серија)                                                              |            |
| 1968.           | Брачна постеља (телевизијски филм)                                                   |            |
| 1968.           | Бурлеска о Грку (телевизијски филм)                                                  |            |
| 1968.           | Ноћ и магла (кратки телевизијски филм)                                               |            |
| 1968.           | Све ће то народ позлатити (телевизијски филм)                                        |            |
| Асистент камере |                                                                                      |            |
| 1987.           | Место сусрета Београд (телевизијски филм) (асистент камере)                          |            |
| 1980.           | Само за двоје (телевизијски филм) (први асистент камере)                             |            |
| 1971.           | Хроника паланачког гробља (ТВ мини-серија) (асистент камере - 4 епизоде)             |            |
| 1969.           | Поглед уназад (телевизијски филм) (асистент камере)                                  |            |
| 1969.           | Јахачи пут мора (кратки телевизијски филм) (асистент камере)                         |            |
| 1968.           | Стан (телевизијски филм) (асистент камере)                                           |            |
| 1968.           | Горски цар (ТВ серија) (асистент камере - 3 епизоде)                                 |            |
| 1967.           | Јегор Буличов (телевизијски филм) (асистент камере)                                  |            |
| 1967.           | Материјално обезбеђење у правом смислу те речи (телевизијски филм) (асистент камере) |            |
| 1964.           | Огледало грађанина Покорног (ТВ серија) (асистент камере - 10 епизода)               |            |
| Глума           |                                                                                      |            |
| 1997.           | Три летња дана                                                                       | Бата Грбић |
| 1993.           | Рај (телевизијски филм)                                                              |            |
| 1987.           | Место сусрета Београд (телевизијски филм)                                            |            |
| 1971.           | Четрдесет прва (телевизијски филм)                                                   | Певац      |
| 1968.           | Пусти снови                                                                          | Сниматељ   |
| 1957.           | Наши се путови разилазе                                                              | Мирко      |
| 1954.           | Аника времена                                                                        | Михаило    |
| Кореографија    |                                                                                      |            |
| 1997.           | Љубав, женидба и удадба (телевизијски филм) (кореограф)                              |            |
| 1993.           | Рај (телевизијски филм) (кореограф)                                                  |            |
| 1982.           | Паштровски витез (телевизијски филм) (кореограф)                                     |            |
| 1969.           | Умукли дефови (телевизијски филм) (кореограф)                                        |            |